# Antonia Pesadori
Antonia Helena Pesadori (* 6. März 1798 in Dresden als Antonia Helena Pechwell; † 20. September 1834 ebenda) war eine Dresdener Pianistin, Klavierlehrerin und Komponistin.

## Leben

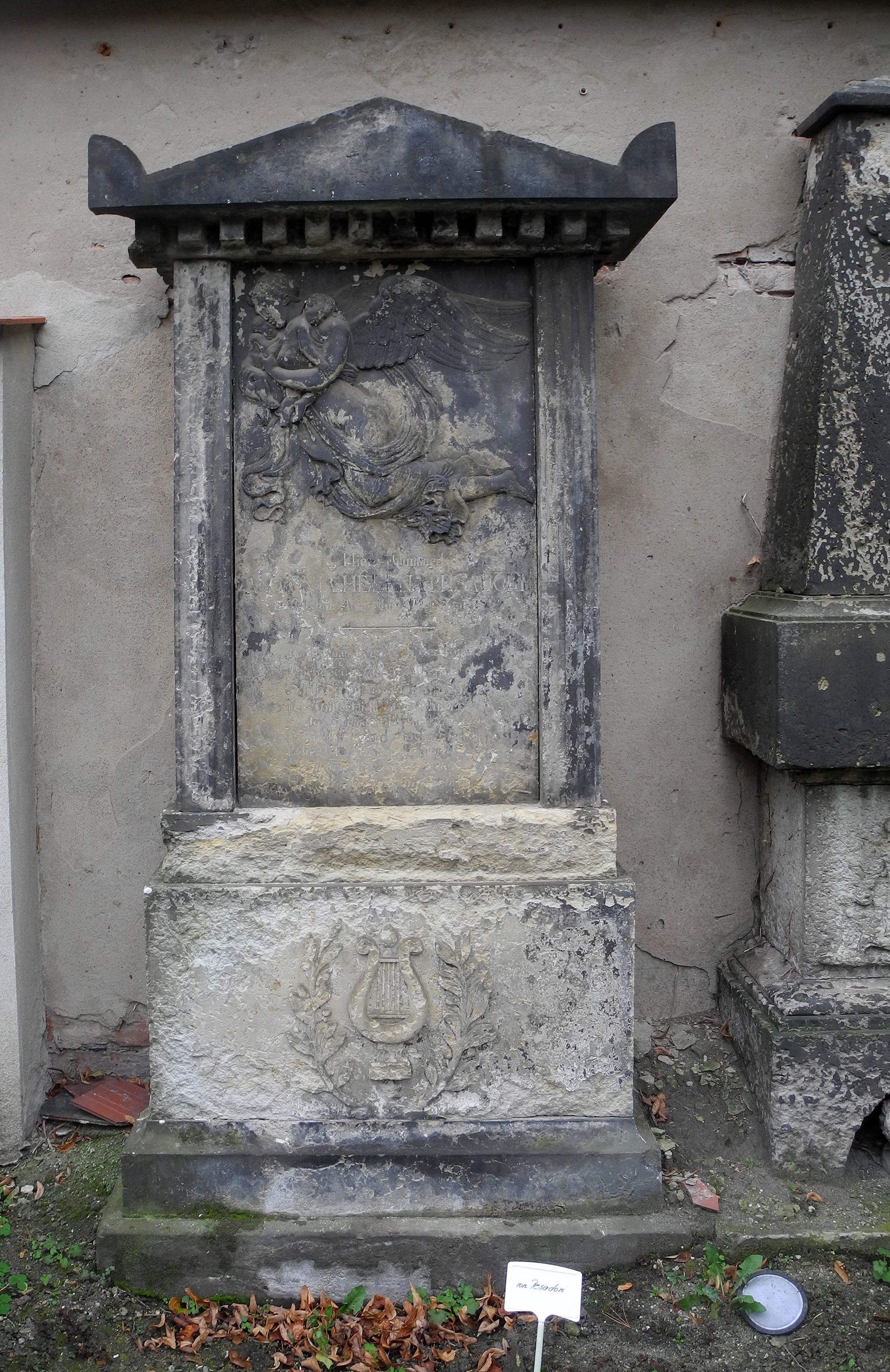
Antonia Helena Pesadoris Grabmal auf dem Alten Katholischen Friedhof in Dresden

Ihre Eltern waren der Inspektor der sächsischen Gemäldegalerie und Maler August Joseph Pechwell und dessen zweite Frau Anna geb. Stöbel. Zu ihrer Familie gehörten viele Kunstschaffende des damaligen sächsischen und polnischen Kulturraums: Ihr Onkel war der Kupferstecher Carl von Pechwell, ihre Schwäger waren der Bildhauer Paweł Maliński und der Maler Anton Blank.
Schon im Alter von elf Jahren gab Antonia öffentlich Konzerte und spielte dabei auch eigene Kompositionen. Zeitgenössische Berichte wiesen zunächst auf eine noch wenig ausgebildete linke Hand hin, sahen dieses Problem aber 1816 als bereinigt an. Antonia studierte Klavier bei Alexander Klengel und Musiktheorie unter Friedrich Dotzauer. Ihr Spiel wurde als genauso kräftig wie gefühlvoll beschrieben. Sie spielte dabei nicht nur tagesaktuelle Stücke, sondern interpretierte auch ältere Musik, so zum Beispiel Fugen von Bach.
Ihr Freund Francesco Morlacchi stellte im Jahr 1829 den Kontakt zu Chopin her, der im selben Jahr ihr Spiel in Dresden besuchte und im kommenden Jahr eine weitere Soiree, an der Pechwell musikalisch mitwirkte.
Im Jahr 1831 heiratete Antonia Helena Pechwell den Tenor Ranuzio Pesadori, der seit 1825 an der Dresdner Oper als Sänger beschäftigt war. Morlacchi fungierte hierbei als Trauzeuge. Als Künstlerin führte sie fortan den Namen ihres Mannes. Eine Schwangerschaft im Jahr 1834 endete in einer Totgeburt. Antonia überlebte das Kind nur um wenige Monate und starb Ende des Jahres an einer Hirnhautentzündung. Ihr Witwer Pesadori verließ im Jahr darauf Dresden.
- Variations brillantes sur un Theme de Himmel „An Alexis send’ ich Dich“, Dresden 1828.
- Variations brillantes „Romance de Joconde de Nicolo“, Dresden 1830.
- Introduction et Rondeau agréable, Leipzig 1838.